# Shila Ensandost
Shila Ensandost (Afganistan) és una mestra afganesa activista pel dret de les dones a tenir educació.
Graduada en estudis religiosos i mestra en diverses escoles, defensa el paper de les dones en els àmbits polítics, civils, laborals i docents. Per defensar-ho ha participat en diverses manifestacions i associacions de dones. L'octubre del 2021, juntament amb el seu marit i la seva filla, es van vestir de blanc en una manifestació simulant el ritual posterior a la mort per demanar justícia i llibertat per les dones.
Va ser escollida com una de les 100 dones més inspiradores del 2021 per la BBC.